# Beauche
Beauche település Franciaországban, Eure-et-Loir megyében. Lakosainak száma 284 fő (2022. január 1.). Beauche Rueil-la-Gadelière, Morvilliers, Les Châtelets és Fessanvilliers-Mattanvilliers községekkel határos.

## Népesség
A település népességének változása:
| Lakosok száma | 183  | 211  | 284  | 305  | 281  | 276  | 274  | 275  | 278  | 284  |
|               | 1968 | 1982 | 1990 | 2006 | 2013 | 2015 | 2017 | 2019 | 2020 | 2022 |